# Plug and Pray
Pour plus de détails, voir Fiche technique et Distribution.
Plug and Pray est un film documentaire allemand réalisé par Jens Schanze. Présenté en sélection officielle au festival Visions du réel en mai 2010 et sorti en Allemagne le 11 novembre 2010, le film présente Joseph Weizenbaum, un pionnier de l'informatique avec son programme Eliza. Il est devenu un critique du mythe répandu d'une indépendance de la science par rapport à la société et à ses valeurs.

## Synopsis
La frontière entre science-fiction et réalité devient de plus en plus floue et l'humanité est à la fois fascinée et terrifiée à l'idée de créer des robots intelligents. L’invention de l’ordinateur et le rythme effréné du progrès technologique semblent avoir amené la réalisation de ce rêve ancien de l’humanité à portée de main. Des chercheurs du monde entier travaillent pour le développement de robots androïdes, qui sont en passe de devenir partie intégrante de tous les aspects de la vie humaine. Ils font le ménage, prennent soin des enfants et s’occupent des personnes âgées. La vision ultime même envisage la fusion de l’humain et de la machine et s'affranchit de l’intervention biologique de l’évolution pour finalement faire de la vie éternelle une réalité.
Dans ce film, Joseph Weizenbaum, cofondateur de la science informatique et pionnier de l'intelligence artificielle, en appelle au questionnement éthique et rend attentif à la disparition de la religion, de la morale et de l'esprit dans notre société moderne orientée vers la science.

## Intervenants
- Joseph Weizenbaum
- Raymond Kurzweil
- Hiroshi Ishiguro
- Neil Gershenfeld
- Minoru Asada
- Joel Moses
- Hans-Joachim Wünsche
- Giorgio Metta

## Fiche technique
- Titre : Plug and Pray
- Réalisation : Jens Schanze
- Photo : Boerres Weiffenbach
- Montage : Jens Schanze, Joerg Hommer
- Musique : Rainer Bartesch (compositeur)
- Producteur : Judith Malek-Mahdavi, Jens Schanze
- Société de production : Mascha Film
- Pays d’origine : Allemagne
- Langue : anglais, allemand, italien, japonais
- Format : couleurs - 1:85 - HD - Dolby Digital
- Genre : documentaire
- Durée : 91 min.
- Date de sortie : 2010

## Récompenses
- Grand Prix du Jury Pariscience 2010
- Meilleur documentaire, Prix du film bavarois 2010
- Meilleur film, Mostra Internacional de Ciencia e Cinema A Coruña 2010[1]
- Meilleur film, Academia Film Olomouc (AFO) 2011[2]
- Science Communication Award, Science Film Festival Athens 2010[3]